# Central nuclear de Lemóniz
A central nuclear de Lemóniz é uma central nuclear que não chegou a entra em funcionamente apesar de estar quase pronta, devido a uma moratória nuclear aprovada pelo governo do socialista Felipe González em 1984. Foi construída sobre a baía  de Basordas, o que está na origem de ser popularmente chamada central nuclear de Basordas, e foi encerrada e drenada mediante um dique.
A central encontra-se próximo da localidade de Lemóniz (em basco: Lemoiz), na Biscaia, a 30 km por estrada de Bilbau, País Basco, Espanha. A sua construção foi iniciada em 1972, como parte dum projeto elétrico nacional iniciado pela ditadura de Franco. A central nuclear de Lemóniz deveria ter duas unidades de 1 000 megawatts cada uma, à semelhança doutras centrais projetadas para a costa basca, Deva e Tudela. A quarta central projetada, em  Ispáster, contaria com seis grupos de 1 000 MW. Na construção foram empregues mil toneladas de ferro e 200 000 m3 de betão armado.
O ambicioso projeto de nuclearização da comunidade autónoma basca pretendia tornar autossuficiente em termos de eletricidade a região, que era muito deficitária em termos energéticos devido à forte industrialização. A central foi construída pela empresa elétrica Iberduero S.A. (atualmente chamada Iberdrola, desde a fusão com a empresa Hidroeléctrica española), mas quando as obras foram concluídas e se preparava a sua entrada em funcionamento, faltando apenas a introdução do combustível nuclear, foi desativada e posteriormente desmantelada, um processo que custou 6 000 milhões * de euros.
O início dos projetos nucleares originou a formação de grupos na comunidade autónoma basca que lutaram sem grande êxito pela sua paralisação. Não obstante, estes grupos tiveram um assinalável apoio social, logrando que uma parte importante da sociedade se manifestasse contra o nuclear. Mas o apoio ao projeto por parte dos principais partidos políticos durante os anos de democracia impediu que fossem atendidos os protestos que exigiam um referendo para decidir o futuro do nuclear no País Basco.[parcial?][carece de fontes?]
Neste contexto faz a sua aparição o grupo terrorista ETA, que durante os anos 1970 e 1980 levou a cabo uma série de atentados contra diversas instalações da Iberduero, contra a central nuclear de Lemóniz e contra o governo de Madrid exigindo a demolição da central em troca de não executar o engenheiro do projeto nuclear, José María Ryan Estrada, que foi sequestrado e posteriormente assassinado em 1981. Em 1982 a ETA fez a sua última vítima em nome de Lemóniz, Ángel Pascual Múgia, que foi morto num atentado quando se preparava para ir trabalhar.[carece de fontes?]
Segundo algumas versões, a paralisação definitiva da central foi causada pelos atentados da ETA, mas alguns agrupamentos ecologistas como o Ecologistas em Ação asseguram que a derrota de Lemóniz se deve à pressão social e aos atos convocados pelas organizações antinucleares.[carece de fontes?]